# Pascual Jordan
Pascual Jordan (Hannover, 18 ottobre 1902 – Amburgo, 31 luglio 1980) è stato un fisico e matematico tedesco.
È noto principalmente per i suoi significativi contributi alla meccanica quantistica, in particolare alla teoria quantistica dei campi. Oltre ad influenzare la meccanica delle matrici, sviluppò le relazioni canoniche di anticommutazione per i fermioni e l'algebra di Jordan per le osservabili. Fece inoltre parte del partito nazista e divenne una camicia bruna, un'affiliazione che lo isolò da gran parte della comunità scientifica.

## Storia della famiglia
Un suo antenato, di nome Pascual Jorda, fu un nobile spagnolo, ufficiale della cavalleria che servì per la Gran Bretagna durante e dopo le guerre napoleoniche; si trasferì infine ad Hannover, possedimento della famiglia reale britannica a quel tempo.
I suoi discendenti maschi mantennero la tradizione di chiamare il primogenito Pascual, mentre il loro nome di famiglia fu cambiato in Jordan (pronunciato alla tedesca [ˈjɔʁdan]).
Jordan si iscrisse all'università tecnica di Hannover nel 1921 dove studiò una miscela eclettica di zoologia, matematica e fisica, come era tipico per uno studente universitario tedesco del tempo. Si trasferì da Hannover, nel 1923, prima di ottenere una laurea. La sua destinazione fu l'Università Georg-August di Gottinga, che era allora allo zenit della fama nella matematica e nelle scienze fisiche. Qui Jordan divenne prima assistente del matematico Richard Courant, poi del fisico Max Born.

## Lavoro scientifico
Insieme a Max Born e Werner Karl Heisenberg, fu coautore di una serie importante di scritti sulla meccanica dei quanti. Lavorò  pionieristicamente alla teoria quantistica dei campi prima della seconda guerra mondiale, per poi interessarsi alla cosmologia.
Le algebre non-associative che portano il suo nome furono definite nel tentativo di generare un'algebra delle osservabili, ruolo assunto oggi dall'algebra di John von Neumann, e trovarono poi applicazione in geometria proiettiva e nella teoria dei numeri.
Il suo articolo del 1932 intitolato La meccanica quantistica e i problemi fondamentali di biologia e psicologia è considerato il primo lavoro scientifico sulla biologia quantistica.
Jordan a volte è confuso con il matematico francese Camille Jordan (teorema della curva di Jordan) e il geodesista tedesco Wilhelm Jordan.

## Vita politica
Jordan aderì nel maggio 1933 al NSDAP (partito nazista). Il seguente novembre si unì allo Sturmabteilung (SA) - le camicie brune. Si arruolò nella Luftwaffe nel 1939 e lavorò per un periodo al centro missilistico di Peenemünde. Durante la guerra tentò di interessare il partito su vari progetti per le armi avanzate, ma venne ignorato perché considerato "politicamente non fidato", probabilmente a causa dei suoi legami con gli ebrei (in particolare Courant, Born e Wolfgang Pauli) e con la "fisica ebrea".
È stato ipotizzato che Jordan probabilmente avrebbe ottenuto il Premio Nobel per la fisica del 1954 se non fosse stato per i suoi precedenti contatti con membri del partito nazista (vedi sia Bernstein (2005) che Schroer).
Wolfgang Pauli lo dichiarò "riabilitato" alle autorità un certo tempo dopo la guerra, permettendo che ricominciasse l'attività accademica dopo un periodo biennale e quindi recuperasse la sua condizione di professore di ruolo nel 1953. Jordan andò contro il consiglio di Pauli e rientrò in politica dopo che il periodo di denazificazione terminò sotto le pressioni della guerra fredda. Si assicurò l'elezione al Bundestag nell'Unione Cristiano Democratica. Nel 1957 sostenne il governo di Konrad Adenauer per armare con armi nucleari tattiche il Bundeswehr, mentre i "18 di Gottinga" (tra cui Born, Heisenberg e Pauli) scrissero il manifesto di Gottinga come protesta.